# Antoine Finot
 (février 2022).
Si vous disposez d'ouvrages ou d'articles de référence ou si vous connaissez des sites web de qualité traitant du thème abordé ici, merci de compléter l'article en donnant les références utiles à sa vérifiabilité et en les liant à la section « Notes et références ».
Ne doit pas être confondu avec Antoine Bernard Finot.
Pour les articles homonymes, voir Finot.
Antoine Finot est un homme politique français né le 1er septembre 1780 à Dijon (Côte-d'Or) et mort le 10 janvier 1844 à Paris.

## Biographie
Antoine Bernard Finot est né le 1er septembre 1780 à Dijon. Il est le fils du député Antoine Bernard Finot.
Entré à l'École polytechnique en 1798, il est ensuite secrétaire de l'administration des finances en Italie, puis secrétaire général de l'administration de la loterie. En 1809, il est auditeur au Conseil d’État puis intendant de Vienne et de la Basse-Autriche. En 1810, il est intendant des biens de la couronne du Royaume de Hollande.
Nommé préfet du département du Mont-Blanc à compter du 30 novembre 1810. Il est baron d'Empire en 1811. Pendant les Cent-jours, il quitte ses fonctions de préfet et lors de la première restauration il est réinstallé préfet du département du Mont-Blanc jusqu'au 17 décembre 1815, lorsque le département revient au royaume de Sardaigne. Lorsqu'il est en fonction dans ce dernier département, il favorise l'élection de son père à la députation.
Il est préfet de la Corrèze (10 février 1819-1er septembre 1824), de la Creuse (1er septembre 1824-3 mars 1828), du Cher (3 mars 1828 au 10 décembre 1828) et enfin de l'Isère (10 décembre 1828 au 4 octobre 1830) sous la Restauration.
Il est député de la Corrèze de 1837 à 1839, siégeant dans la majorité soutenant les ministères de la monarchie de Juillet.